# Louisianas sigill

Louisianas sigill i färg.

Den amerikanska delstaten Louisianas sigill är guldfärgat och föreställer en självuppoffrande pelikan som föder sina hungrande ungar med sitt eget blod, vilket inom kristen tradition länge använts som en bild av Jesus Kristus som frälser mänskligheten genom att ta på sig offerdöden. Sigillet antogs 1902.
Delstatens statssekreterare ansvarar för sigillet.